# Giorgi Abuashvili
Giorgi Abuashvili (en georgiano: გიორგი აბუაშვილი; Georgia, 8 de febrero de 2003) es un futbolista georgiano que juega de delantero en el F. C. Metz de la Ligue 1.
Ha ganado la Erovnuli Liga y la Supercopa de Georgia con el F. C. Dinamo Tiflis y ha representado a su país en las selecciones juveniles. Tras la temporada 2024, fue nombrado en el Equipo del Año de la Erovnuli Liga.

## Trayectoria
Comenzó su carrera en la academia del F. C. Dinamo Tiflis. Tras varios años en las categorías inferiores, el delantero de 16 años debutó en la máxima categoría el 16 de junio de 2019 en una victoria por 2-1 ante el F. C. WIT Georgia. Como miembro de la plantilla, ganó los títulos de campeón de 2019 y 2020.
En julio de 2021 firmó un contrato de cinco años con el F. C. Porto, pero nunca tuvo la oportunidad de jugar con el primer equipo. En su lugar, representó al equipo juvenil en la segunda división y en la sub-19, que terminó subcampeón en 2022.
Debido a la falta de minutos de juego fichó por el F. C. Petrolul Ploiești en agosto de 2023. En total, disputó cinco partidos con el equipo, en los que marcó un gol en la victoria por 2-0 contra el AFC Chindia Târgoviște en la Copa, el 31 de octubre de 2023.
A principios de febrero de 2024, el contrato se rescindió de mutuo acuerdo, lo que permitió fichar por el F. C. Koljeti-1913 Poti, que acababa de lograr el ascenso a la máxima categoría. A medida que se convertía en titular, demostró también su capacidad goleadora. Marcó en diez partidos de liga, el primero contra el F. C. Samtredia el 26 de abril. Además, marcó tres goles en la campaña de Copa, incluido un doblete en la prórroga contra el F. C. Gareji Sagarejo, que ayudó al equipo a alcanzar las semifinales por segunda temporada consecutiva.
Al final de esta temporada, se convirtió en el máximo goleador del equipo con 13 goles en ambas competiciones combinadas. Fue nombrado Jugador del Mes por Crystalbet, patrocinador de la Erovnuli Liga, en agosto de 2024 y posteriormente incluido en el Equipo de la Temporada en una ceremonia de entrega de premios organizada por la Federación Georgiana de Fútbol en diciembre.

## Selección nacional
Ha jugado con todas las selecciones nacionales juveniles. En 2017, fue convocado con la sub-15 para un torneo de cuatro equipos celebrado en Tiflis y con la sub-16 para partidos amistosos contra Azerbaiyán. Al otoño siguiente, se incorporó a la selección sub-17 para la fase de clasificación al Campeonato Europeo Sub-17 de la UEFA 2019 y un año después la capitaneó en la fase de clasificación al Campeonato Europeo Sub-17 de la UEFA 2020 contra Portugal.
Representó a la selección sub-19 en la ronda élite de clasificación al Campeonato Europeo Sub-17 de la UEFA 2022, en la que marcó contra Rumanía cuando el equipo no logró pasar a la ronda final.
Su primer gol con la selección sub-21 llegó en un amistoso contra Turquía (2-1) el 22 de marzo de 2024. Contribuyó significativamente a la exitosa campaña de clasificación para el Campeonato de Europa de la UEFA 2025 de la selección sub-21, participando en 11 de los doce partidos. Selló la victoria por 3-0 en casa contra Moldavia el 5 de septiembre de 2024. En el partido de vuelta de la repesca contra Croacia, disputado el 19 de noviembre de 2024, transformó desde el punto fatídico la tanda de penales que clasificó a Georgia para la fase final de la competición.

## Estadísticas

### Clubes
Actualizado al último partido disputado el 29 de mayo de 2025.
| Club                              | Div.       | Temporada  | Liga  | Liga  | Liga   | Copas nacionales | Copas nacionales | Copas nacionales | Copas internacionales | Copas internacionales | Copas internacionales | Total | Total | Total  |
| Club                              | Div.       | Temporada  | Part. | Goles | Asist. | Part.            | Goles            | Asist.           | Part.                 | Goles                 | Asist.                | Part. | Goles | Asist. |
| --------------------------------- | ---------- | ---------- | ----- | ----- | ------ | ---------------- | ---------------- | ---------------- | --------------------- | --------------------- | --------------------- | ----- | ----- | ------ |
| F. C. Dinamo Tiflis Georgia       | 1.ª        | 2019       | 1     | 0     | 0      | 1                | 0                | 0                | ―                     | ―                     | ―                     | 2     | 0     | 0      |
| F. C. Dinamo Tiflis Georgia       | 1.ª        | 2021       | 4     | 0     | 0      | —                | —                | —                | ―                     | ―                     | ―                     | 4     | 0     | 0      |
| F. C. Dinamo Tiflis Georgia       | Total club | Total club | 5     | 0     | 0      | 1                | 0                | 0                | 0                     | 0                     | 0                     | 6     | 0     | 0      |
| F. C. Porto "B" Portugal          | 2.ª        | 2022-23    | 5     | 0     | 0      | —                | —                | —                | ―                     | ―                     | ―                     | 5     | 0     | 0      |
| F. C. Porto "B" Portugal          | Total club | Total club | 5     | 0     | 0      | 0                | 0                | 0                | 0                     | 0                     | 0                     | 5     | 0     | 0      |
| F. C. Petrolul Ploiești · Rumania | 1.ª        | 2023-24    | 3     | 0     | 0      | 2                | 1                | 0                | ―                     | ―                     | ―                     | 5     | 1     | 0      |
| F. C. Petrolul Ploiești · Rumania | Total club | Total club | 3     | 0     | 0      | 2                | 1                | 0                | 0                     | 0                     | 0                     | 5     | 1     | 0      |
| F. C. Koljeti-1913 Poti Georgia   | 1.ª        | 2024       | 33    | 10    | 4      | 4                | 3                | 0                | ―                     | ―                     | ―                     | 37    | 13    | 4      |
| F. C. Koljeti-1913 Poti Georgia   | 1.ª        | 2025       | 18    | 8     | 0      | 0                | 0                | 0                | ―                     | ―                     | ―                     | 18    | 8     | 0      |
| F. C. Koljeti-1913 Poti Georgia   | Total club | Total club | 51    | 18    | 4      | 4                | 3                | 0                | 0                     | 0                     | 0                     | 55    | 21    | 4      |
| Total club                        | Total club | Total club | 64    | 18    | 4      | 7                | 4                | 0                | 0                     | 0                     | 0                     | 71    | 22    | 4      |